# Kristian Pulli
Kristian Henri Mikael Pulli (Jämsä, 2 settembre 1994) è un lunghista finlandese.

## Biografia
Pulli ha esordito internazionalmente nei circuiti giovanili nel 2011 in Turchia nel salto triplo, disciplina con cui due anni più tardi ha vinto una medaglia d'argento agli Europei juniores in Italia, alle spalle dell'armeno Lewon Aġasyan.
Concentratosi maggiormente nel salto in lungo, nel 2018 ha preso parte agli Europei in Germania, prima sua manifestazione seniores internazionale. Nel giugno 2020, alla riapertura dell'attività sportiva post-pandemia, Pulli ha stabilito un nuovo record nazionale, superando quello detenuto da oltre un decennio da Tommi Evilä.

## Palmarès
| Anno | Manifestazione  | Sede      | Evento         | Risultato | Prestazione | Note                                     |
| ---- | --------------- | --------- | -------------- | --------- | ----------- | ---------------------------------------- |
| 2013 | Europei U20     | Rieti     | Salto triplo   | Argento   | 15,88 m     | Miglior prestazione personale            |
| 2015 | Europei U23     | Tallinn   | Salto triplo   | 9º        | 15,84 m     |                                          |
| 2017 | Universiadi     | Taipei    | Salto in lungo | 13º (q)   | 7,61 m      |                                          |
| 2018 | Europei         | Berlino   | Salto in lungo | 16º (q)   | 7,68 m      |                                          |
| 2021 | Europei indoor  | Toruń     | Salto in lungo | Bronzo    | 8,24 m      | Record nazionale                         |
| 2021 | Giochi olimpici | Tokyo     | Salto in lungo | 9º        | 7,92 m      |                                          |
| 2022 | Mondiali indoor | Belgrado  | Salto in lungo | 11º       | 7,76 m      | Miglior prestazione personale stagionale |
| 2022 | Mondiali        | Eugene    | Salto in lungo | 26º (q)   | 7,56 m      |                                          |
| 2022 | Europei         | Monaco    | Salto in lungo | 14º (q)   | 7,70 m      |                                          |
| 2023 | Europei indoor  | Turchia   | Salto in lungo | 9º (q)    | 7,66 m      |                                          |
| 2024 | Europei         | Roma      | Salto in lungo | 15º (q)   | 7,90 m      | Miglior prestazione personale stagionale |
| 2025 | Europei indoor  | Apeldoorn | Salto in lungo | 9º (q)    | 8,27 m      | Miglior prestazione personale stagionale |

## Altre competizioni internazionali
2014
- Bronzo agli Europei a squadre (1st League) ( Tallinn), salto in lungo - 7,88 m

2017
- Argento agli Europei a squadre (1st League) ( Vaasa), salto in lungo - 7,76 m